# Entre tangos y mariachi
Entre tangos y mariachi es el nombre del 25°. álbum de estudio grabado por la cantante española Rocío Dúrcal, Fue lanzado al mercado bajo el sello discográfico BMG U.S. Latin el 15 de mayo de 2001 realizado por segunda vez por el desaparecido cantautor, pianista y productor argentino-mexicano Bebu Silvetti. 
Por primera y única vez la cantante grabó los tangos más conocidos, agregándole arreglos del género ranchero y bolero. En este álbum la intérprete le hizo un homenaje a la actriz y cantante argentina Libertad Lamarque, recién fallecida en esa época, con la canción «Madreselva», previamente grabada por Carlos Gardel. Con este trabajo, musical la intérprete regresa a los escenarios españoles tras 13 años de ausencia, a pesar de que la gira internacional para promocionar este álbum fue interrumpida al serle diagnosticado a la cantante un cáncer en la matriz, sometiéndose a tratamientos médicos. En esa gira se iba a presentar en varios países junto con el cantante y actor mexicano Vicente Fernández. 
Al tema «Sombras... nada más», después del fallecimiento de la cantante, le fue extraída la pista vocal y fue unida con la voz de Javier Solís, con un conjunto de guitarras y coros, en un dúo post mortem incluido en el álbum Duetos (2009).

## Lista de canciones
| N.º | Título                                      | Escritor(es)                                   | Duración |  |
| 1.  | «Sombras... nada más»                       | Francisco Lomuto · José María Contursi         | 3:43     |  |
| 2.  | «El último café»                            | Héctor Stamponi                                | 4:05     |  |
| 3.  | «Soñemos»                                   | Reinaldo Yiso                                  | 3:35     |  |
| 4.  | «Nostalgias»                                | Enrique Cadícamo · Juan Carlos Cobián          | 4:39     |  |
| 5.  | «Nada»                                      | Horacio Sanguinetti                            | 3:43     |  |
| 6.  | «Madreselva» (homenaje a Libertad Lamarque) | Francisco Canaro                               | 3:29     |  |
| 7.  | «Caminito»                                  | Gabino Coria Peñaloza · Juan de Dios Filiberto | 3:45     |  |
| 8.  | «Vida mía»                                  | Emilio Fresedo · Osvaldo Fresedo               | 4:33     |  |
| 9.  | «A media luz»                               | Edgardo Donato                                 | 2:55     |  |
| 10. | «En esta tarde gris»                        | José María Contursi · Mariano Mores            | 4:55     |  |

## Listas musicales
| Año  | Sencillo              | Lista                        | Mejor Posición |
| ---- | --------------------- | ---------------------------- | -------------- |
| 2001 | «Sombras... nada más» | Hot Latin Tracks             | 16             |
| 2001 | «Sombras... nada más» | Latin Pop Airplay            | 9              |
| 2001 | «Sombras... nada más» | Latin Tropical/Salsa Airplay | 30             |

| Año  | País           | Lista                      | Mejor Posición |
| ---- | -------------- | -------------------------- | -------------- |
| 2001 | Estados Unidos | Billboard Latin Pop Albums | 7              |
| 2001 | Estados Unidos | Billboard Top Latin Albums | 12             |

## Certificaciones
| País           | Certificación | Ventas Certificadas |
| -------------- | ------------- | ------------------- |
| Estados Unidos | Disco de oro  | 100.000             |
| México         | Disco de oro  | 100 000             |
| España         | Disco de oro  | 20 000              |
| Colombia       | Disco de oro  | 20 000              |
| Venezuela      | Disco de oro  | 10 000              |

## Músicos
- Rocío Dúrcal (voz)
- Manny López (guitarras eléctricas y acústicas)
- Juan Carlos Navarro, Alfredo Solís (mariachi, guitarra)
- Guadalupe Alfaro (vihuela)
- Orquesta Sinfónica de Miami (cuerdas)
- Jeanne Tarrant (flauta)
- Robert Weiner (oboe)
- Alfredo Oliva (acordeón)
- Levi Mora-Arriaga (trompeta)
- Bebu Silvetti (piano y sintetizador)
- Julio Hernández (bajo)
- Orlando Hernández (batería)